# ジョゼ・マルティネス
- ホセ・マルティネス
- ホセ・カルロス・マルティネス

ジョゼ・マルティネス（José Carlos Martinez, 1969年4月29日 - ）は、スペイン出身のバレエダンサー、振付家。フランス国籍。 
1997年から2011年までパリ・オペラ座バレエで14年余りエトワールを務めた。2011年から2019年まで、スペイン国立ダンスカンパニーの芸術監督として活動
。2022年12月から、パリ・オペラ座バレエの舞踊監督を務める。

## 経歴
地中海沿岸の町、カルタヘナに生まれる。9歳のとき、ダンスを習っていた妹を教室に送りに行ったのがきっかけで自身も習い始める。その後14歳のときからフランス・カンヌのロゼラ・ハイタワーの下で本格的にバレエを学んだ。当初フランス語は全く話せなかったという。1987年にローザンヌ国際バレエコンクールでスカラシップを獲得し、ヴィオレット・ヴェルディの勧めでパリ・オペラ座バレエ学校に入学した。
翌1988年、オペラ座バレエ団に入団。1990年、スジェに昇進する。1992年にはヴァルナ国際バレエコンクール・シニア部門で金賞を受賞し、プルミエ・ダンスールに昇進した。1997年5月、『ラ・シルフィード』 のジェームズを踊った直後、エトワールに任命された。
長身のダンスール・ノーブルであり、『白鳥の湖』、『ラ・バヤデール』 などの古典バレエから、マッツ・エック、ウィリアム・フォーサイスなどのコンテンポラリー作品に至るまで幅広く役をこなした。2005年にはピナ・バウシュ振付 『オルフェーとユーリディス』 で半裸のオルフェウス役を演じた。
2010年12月、翌年秋からスペイン国立ダンスカンパニーの芸術監督に就任することがスペインの文化大臣によって発表される。2011年7月15日、自ら振付した新作バレエ 『天井桟敷の人々』 の主役バティストを踊り、23年間在籍したオペラ座を引退した。
2011年から2019年まで、スペイン国立ダンスカンパニーの芸術監督を務める。その後フリーの振付家として活動していたが、2022年10月、オーレリー・デュポンの後任として、パリ・オペラ座バレエの次期舞踊監督に任命され、同年12月5日に着任した。

## 主な振付作品
振付家としては、2011年6月現在で8作があり、そのうち幕構成が2幕以上のものが3作ある。これらのうち、『スカラムーシュ』 は2009年のオペラ座バレエ学校の日本公演で披露された。マルティネスの作品はオペラ座の同僚アニエス・ルテステュが衣装デザインを手がけたものが多い。
| 年   | 作品名             | 作品名                 | 構成 | 音楽           | 衣装          | 説明 |
| ---- | ------------------ | ---------------------- | ---- | -------------- | ------------- | --- |
| 2002 | ミ・ファヴォリータ | Mi favorita            | 1幕  | ドニゼッティ   | A・ルテステュ | 初めての振付作品 |
| 2003 | ドリーブ組曲       | Deliebes Suite         | 1幕  | L・ドリーブ    | A・ルテステュ | ドリーブの『泉』、『コッペリア』などから音楽を抜粋して作ったパ・ド・ドゥ |
| 2005 | スカラムーシュ     | Scaramouche            | 3幕  | D・ミヨー ほか | A・ルテステュ | オペラ座バレエ学校向けに作ったコメディア・デッラルテ風の序章・終章つき3幕作品。音楽はミヨー 《スカラムーシュ》 をベースに、サン＝サーンス、チャイコフスキーなどを部分的に用いる |
| 2008 | 天井桟敷の人々     | Les Enfants du Paradis | 2幕  | M=O・デュパン  | A・ルテステュ | オペラ座バレエ団向けの序章・終章つき2幕作品。1945年に作られた映画 《天井桟敷の人々》 をバレエ化                                                                                 |

## 受賞歴
- レオニード・マシーン賞（1998年）
- スペイン・ナショナル・ダンス賞（1999年）
- フランス／中国賞（2004年）
- スペインの舞台芸術賞（2005年）
- 芸術文化勲章オフィシエ

## 公式サイト
- José Martinez - パリ・オペラ座バレエ団公式サイト（フランス語・英語）